# ناحیه خوشاب
ناحیه خوشاب (به انگلیسی: Khushab District) یک ناحیه در پاکستان است که در پنجاب واقع شده‌است. ناحیه خوشاب ۶٬۵۱۱ کیلومتر مربع مساحت و ۱٬۲۸۱٬۲۹۹ نفر جمعیت دارد.